# Mittelweg (Fernwanderstrecke)

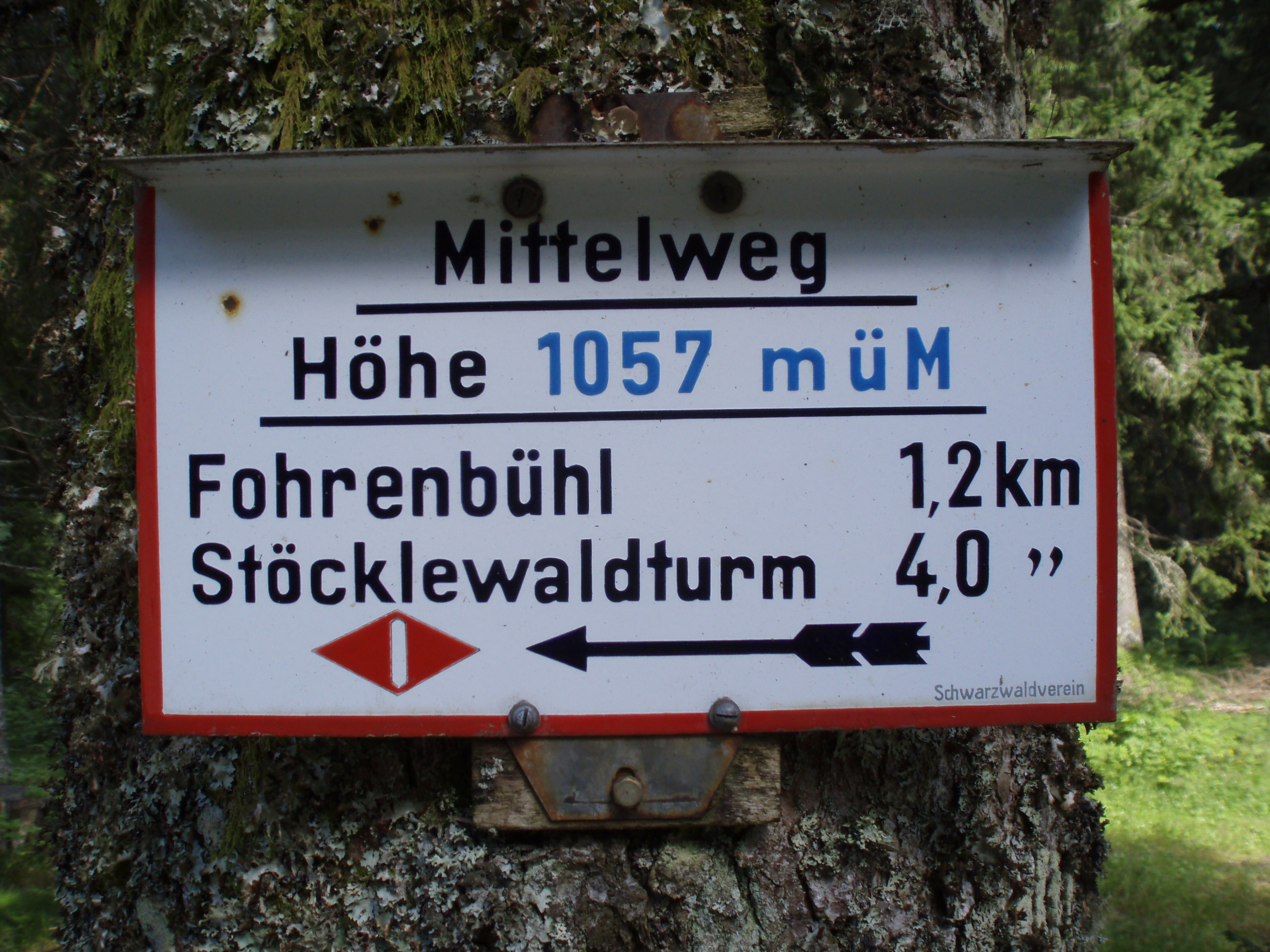
Historische Beschilderung am Mittelweg bei Furtwangen

Der Mittelweg ist neben Westweg und Ostweg eine der drei Nord-Süd-Fernwanderstrecken durch den Schwarzwald. Er führt von Pforzheim nach Waldshut. Der etwa 230 Kilometer lange Höhenweg wurde im Jahre 1903 angelegt und wird seither vom Schwarzwaldverein gepflegt und betreut. Sein Wegzeichen ist eine rote Raute mit weißem Balken auf weißem Grund.

## Beschreibung
Von Pforzheim führt die Wegstrecke zunächst auf das Plateau zwischen Enz- und Nagoldtal. Vorbei an den Hochmooren des Nordschwarzwalds geht es nach Freudenstadt und weiter durch den Mittleren Schwarzwald über den Fohrenbühl und St. Georgen zum Hochfirst. Im Südschwarzwald geht der Mittelweg durch die Täler von Schwarza und Schlücht (westliche Route) oder Mettma (östliche Route) und erreicht den Hochrhein bei Waldshut.

## Verlauf
| Nr. | Etappenstart    | Etappenziel     | Strecke (km) | Gehzeit (h) |
| --- | --------------- | --------------- | ------------ | ----------- |
| 1.  | Pforzheim       | Bad Wildbad     | 23,0         | 5,5         |
| 2.  | Bad Wildbad     | Besenfeld       | 31,0         | 8,0         |
| 3.  | Besenfeld       | Oberzwieselberg | 26,0         | 6,5         |
| 4.  | Oberzwieselberg | Schiltach       | 25,0         | 6,0         |
| 5.  | Schiltach       | St. Georgen     | 30,5         | 7,5         |
| 6.  | St. Georgen     | Kalte Herberge  | 25,5         | 6,5         |
| 7.  | Kalte Herberge  | Lenzkirch       | 25,5         | 6,5         |
| 8.A | Lenzkirch       | Häusern         | 20,0         | 5,0         |
| 9.A | Häusern         | Waldshut        | 23,0         | 5,5         |
| 8.B | Lenzkirch       | Rothaus         | 13,0         | 3,5         |
| 9.B | Rothaus         | Waldshut        | 29,0         | 7,0         |

### Gemeinsame Etappen: Pforzheim – Lenzkirch

#### 1. Etappe: Pforzheim – Bad Wildbad
- Distanz: 23 km
- Gehzeit: ca. 5,5 Stunden

| Nr. | Ort/Sehenswürdigkeit   | Strecke (km) | Höhe (m ü. NHN) | Weitere Informationen                                                            |
| --- | ---------------------- | ------------ | --------------- | -------------------------------------------------------------------------------- |
| 01. | Pforzheim-Kupferhammer | 0,0          | 254             | Ausgangspunkt von Mittelweg, Ostweg (nach Schaffhausen) und Westweg (nach Basel) |
| 02. | Dillweißenstein        | 2,5          | 285             | Stadtteil von Pforzheim                                                          |
| 03. | Büchenbronn            | 2,5          | 465             | Stadtteil von Pforzheim                                                          |
| 04. | Hermannsee             | 1,0          | 460             |                                                                                  |
| 05. | Büchenbronner Höhe     | 1,5          | 609             | Büchenbronner Aussichtsturm                                                      |
| 06. | Engelsbrand            | 1,5          | 547             |                                                                                  |
| 07. | Langenbrand            | 3,5          | 672             | Ortsteil von Schömberg                                                           |
| 08. | Charlottenhöhe         | 4,0          | 684             |                                                                                  |
| 09. | Calmbach               | 2,5          | 399             | Ortsteil von Bad Wildbad                                                         |
| 10. | Bad Wildbad            | 4,0          | 426             |                                                                                  |

#### 2. Etappe: Bad Wildbad – Besenfeld
- Distanz: 31 km
- Gehzeit: ca. 8 Stunden

| Nr. | Ort/Sehenswürdigkeit | Strecke (km) | Höhe (m ü. NHN) | Weitere Informationen |
| --- | -------------------- | ------------ | --------------- | --- |
| 01. | Bad Wildbad          | 0,0          | 426             | |
| 02. | Fünf Bäume           | 4,0          | 784             | |
| 03. | Grünhütte            | 3,5          | 837             | Ausflugslokal |
| 04. | Weißensteinhütte     | 1,5          | 883             | Abzweigung zum Wildsee |
| 05. | Kaltenbronn          | 4,6          | 869             | Ortsteil von Gernsbach, Infozentrum |
| 06. | Hohlohsee            | 1,2          | 980             | Hochmoorsee |
| 07. | Hohlohturm           | 0,7          | 984             | Aussichtsturm, Schutzhütte |
| 08. | Prinzenhütte         | 1,3          | 954             | Schutzhütte |
| 09. | Toter Mann           | 4,7          | 915             | |
| 10. | Schramberg           | 2,3          | 906             | Blockhaus Gedenkstein für den Murgschifferschaftlichen Waldinspektor Arnsperger Der Wald in der Umgebung gehörte im 18. Jahrhundert der Murgschifferschaft, die Holz aus dem Schwarzwald bis nach Holland verschickte. |
| 11. | Neuhaus-Hütte        | 3,7          | 888             | |
| 12. | Besenfeld            | 3,5          | 782             | Ortsteil von Seewald |

#### 3. Etappe: Besenfeld – Oberzwieselberg
- Distanz: 26 km
- Gehzeit: ca. 6,5 Stunden

| Nr. | Ort/Sehenswürdigkeit | Strecke (km) | Höhe (m ü. NHN) | Weitere Informationen                                                   |
| --- | -------------------- | ------------ | --------------- | ----------------------------------------------------------------------- |
| 1.  | Besenfeld            | 0,0          | 782             |                                                                         |
| 2.  | Ruine Königswart     | 3,5          | 790             | Gedenkstätte für den Pfalzgrafen Rudolf von Tübingen aus dem Jahre 1209 |
| 3.  | Igelsberger Hardt    | 4,5          | 790             |                                                                         |
| 4.  | Frutenhofer Wald     | 4,5          | 700             |                                                                         |
| 5.  | Buschige Fichte      | 4,0          | 780             |                                                                         |
| 6.  | Freudenstadt         | 4,5          | 740             |                                                                         |
| 7.  | Oberzwieselberg      | 5,0          | 841             | Stadtteil von Freudenstadt                                              |

#### 4. Etappe: Oberzwieselberg – Schiltach
- Distanz: 25 km
- Gehzeit: ca. 6 Stunden

| Nr. | Ort/Sehenswürdigkeit | Strecke (km) | Höhe (m ü. NHN) | Weitere Informationen                              |
| --- | -------------------- | ------------ | --------------- | -------------------------------------------------- |
| 1.  | Oberzwieselberg      | 0,0          | 841             |                                                    |
| 2.  | Schmiedsberger Platz | 8,0          | 773             | Kreuzung mit dem Kleinen Hansjakobweg; Schutzhütte |
| 3.  | Tor                  | 3,0          | 705             | Kreuzung mit dem Querweg Gengenbach–Alpirsbach     |
| 4.  | Bocksecke            | 1,0          | 810             |                                                    |
| 5.  | Emilshütte           | 1,5          | 800             |                                                    |
| 6.  | Salzlecke            | 1,0          | 760             | Schutzhütte                                        |
| 7.  | Teisenkopf           | 5,0          | 764             | Aussichtsturm                                      |
| 8.  | Kuhberg-Mattenweiher | 1,5          | 638             |                                                    |
| 9.  | Schiltach            | 4,0          | 325             |                                                    |

#### 5. Etappe: Schiltach – St. Georgen
- Distanz: 30,5 km
- Gehzeit: ca. 7,5 Stunden

| Nr. | Ort/Sehenswürdigkeit | Strecke (km) | Höhe (m ü. NHN) | Weitere Informationen                                                                 |
| --- | -------------------- | ------------ | --------------- | ------------------------------------------------------------------------------------- |
| 01. | Schiltach            | 0,0          | 325             |                                                                                       |
| 02. | Dornacker            | 3,5          | 660             |                                                                                       |
| 03. | Bauernhof Grusenloch | 2,5          | 770             |                                                                                       |
| 04. | Mooswaldkopf         | 4,0          | 879             | SV-Wanderheim Fohrenbühl Aussichtsturm (geplant von Paul Bonatz)                      |
| 05. | Fohrenbühl           | 1,0          | 787             | Ortsteil von Lauterbach und Hornberg (Die Grenze verläuft quer durch die Ansiedlung.) |
| 06. | Falkenhöhe           | 4,0          | 858             |                                                                                       |
| 07. | Benzebene            | 3,5          | 896             |                                                                                       |
| 08. | Windkapf             | 1,5          | 928             |                                                                                       |
| 09. | Lindenbüble          | 3,0          | 885             | SV-Wanderheim                                                                         |
| 10. | Gasthof Staude       | 2,0          | 889             | Kreuzung mit dem Querweg Rottweil–Lahr                                                |
| 11. | Hochwälder Höhe      | 3,0          | 966             |                                                                                       |
| 12. | St. Georgen          | 3,0          | 862             |                                                                                       |

#### 6. Etappe: St. Georgen – Kalte Herberge
- Distanz: 25,5 km
- Gehzeit: ca. 6,5 Stunden

| Nr. | Ort/Sehenswürdigkeit  | Strecke (km) | Höhe (m ü. NHN) | Weitere Informationen                                  |
| --- | --------------------- | ------------ | --------------- | ------------------------------------------------------ |
| 1.  | St. Georgen           | 0,0          | 0.862           |                                                        |
| 2.  | Kreuzweg              | 4,0          | 0.951           |                                                        |
| 3.  | Kesselberg Fuchsfalle | 4,0          | 1.010           |                                                        |
| 4.  | Triberger Galgen      | 1,0          | 1.020           |                                                        |
| 5.  | Stöcklewaldturm       | 1,0          | 1.069           | SV-Wanderheim Aussichtsturm                            |
| 6.  | Fürsatz               | 3,0          | 1.036           |                                                        |
| 7.  | Furtwangen            | 5,0          | 0.872           | Kreuzung mit dem Querweg Schwarzwald–Kaiserstuhl–Rhein |
| 8.  | Hohles Bildstöckle    | 5,0          | 1.060           |                                                        |
| 9.  | Kalte Herberge        | 2,0          | 1.029           | Gasthof                                                |

#### 7. Etappe: Kalte Herberge – Lenzkirch
- Distanz: 25,5 km
- Gehzeit: ca. 6,5 Stunden

| Nr. | Ort/Sehenswürdigkeit | Strecke (km) | Höhe (m ü. NHN) | Weitere Informationen                                                  |
| --- | -------------------- | ------------ | --------------- | ---------------------------------------------------------------------- |
| 01. | Kalte Herberge       | 0,0          | 1.029           |                                                                        |
| 02. | Hochberg             | 3,0          | 1.130           | Gasthof Engel                                                          |
| 03. | Margrutt             | 2,0          | 1.049           |                                                                        |
| 04. | Ferdinandshöhe       | 4,5          | 1.031           |                                                                        |
| 05. | Am Wiedenkreuz       | 3,0          | 1.010           |                                                                        |
| 06. | Neustadt             | 3,5          | 0.828           |                                                                        |
| 07. | Saiger Kreuz         | 3,0          | 1.028           |                                                                        |
| 08. | Hochfirst            | 1,0          | 1.190           | Kreuzung mit dem Querweg Freiburg–Bodensee SV-Wanderheim Aussichtsturm |
| 09. | Hierabrunnen         | 2,5          | 1.114           | Schutzhütte                                                            |
| 10. | Lenzkirch            | 3,0          | 0.808           | Kreuzung mit dem Schluchtensteig                                       |

### Westlicher Weg: Lenzkirch – Waldshut

#### 8. Etappe: Lenzkirch – Häusern
- Distanz: 20 km
- Gehzeit: ca. 5 Stunden

| Nr. | Ort/Sehenswürdigkeit | Strecke (km) | Höhe (m ü. NHN) | Weitere Informationen                                    |
| --- | -------------------- | ------------ | --------------- | -------------------------------------------------------- |
| 1.  | Lenzkirch            | 0,0          | 0.808           |                                                          |
| 2.  | Brisgowenkapelle     | 4,5          | 1.075           |                                                          |
| 3.  | Schluchsee           | 3,5          | 0.951           |                                                          |
| 4.  | Bahnhof Seebrugg     | 3,0          | 0.932           |                                                          |
| 5.  | Schluchsee-Staumauer | 1,0          | 0.931           |                                                          |
| 6.  | Eisenbreche          | 1,5          | 0.914           |                                                          |
| 7.  | Blasiwald-Althütte   | 2,5          | 1.088           | Ortsteil von Schluchsee Kreuzung mit dem Schluchtensteig |
| 8.  | Häusern              | 4,0          | 0.891           |                                                          |

#### 9. Etappe: Häusern – Waldshut
- Distanz: 23 km
- Gehzeit: ca. 5,5 Stunden

| Nr. | Ort/Sehenswürdigkeit | Strecke (km) | Höhe (m ü. NHN) | Weitere Informationen          |
| --- | -------------------- | ------------ | --------------- | ------------------------------ |
| 1.  | Häusern              | 0,0          | 0.891           |                                |
| 2.  | Höchenschwand        | 3,0          | 1.010           |                                |
| 3.  | Kreuzstein           | 1,0          | 0.968           | Waldparkplatz                  |
| 4.  | Fohrenbachmühle      | 7,0          | 0.600           |                                |
| 5.  | Nöggenschwiel        | 1,5          | 0.719           | Ortsteil von Weilheim          |
| 6.  | Heubach              | 2,0          | 0.737           |                                |
| 7.  | Indlekofen           | 3,5          | 0.540           | Stadtteil von Waldshut-Tiengen |
| 8.  | Waldshut             | 5,0          | 0.343           |                                |

### Östlicher Weg: Lenzkirch – Waldshut

#### 8. Etappe: Lenzkirch – Rothaus
- Distanz: 13 km
- Gehzeit: ca. 3,5 Stunden

| Nr. | Ort/Sehenswürdigkeit   | Strecke (km) | Höhe (m ü. NHN) | Weitere Informationen          |
| --- | ---------------------- | ------------ | --------------- | ------------------------------ |
| 1.  | Lenzkirch              | 0,0          | 0.808           |                                |
| 2.  | Kinderheim Dresselbach | 7,0          | 1.064           |                                |
| 3.  | Dürrenbühl             | 4,0          | 1.028           | Wallfahrtskapelle St. Cyriakus |
| 4.  | Rothaus                | 2,0          | 0.971           | Ortsteil von Grafenhausen      |

#### 9. Etappe: Rothaus – Waldshut
- Distanz: 30 km
- Gehzeit: ca. 7 Stunden

| Nr. | Ort/Sehenswürdigkeit | Strecke (km) | Höhe (m ü. NHN) | Weitere Informationen                   |
| --- | -------------------- | ------------ | --------------- | --------------------------------------- |
| 01. | Rothaus              | 0,0          | 0.971           |                                         |
| 02. | Schaffhauser Säge    | 3,0          | 0.800           |                                         |
| 03. | Klausenmühle         | 3,0          | 1.090           |                                         |
| 04. | Buggenrieder Mühle   | 3,0          | 0.730           |                                         |
| 05. | Lochmühle            | 4,5          | 0.608           |                                         |
| 06. | Mettmamündung        | 2,5          | 0.520           | Mündung der Mettma in den Mettmastausee |
| 07. | Witznau              | 4,0          | 0.436           |                                         |
| 08. | Gutenburg            | 4,5          | 0.390           | Stadtteil von Waldshut-Tiengen          |
| 09. | Gurtweil             | 2,5          | 0.373           | Stadtteil von Waldshut-Tiengen          |
| 10. | Waldshut             | 3,0          | 0.342           |                                         |